# IC 4537
IC 4537 ist eine elliptische Galaxie mit aktivem Galaxienkern vom Hubble-Typ E3 im Sternbild Schlange am Nordsternhimmel. Sie ist schätzungsweise 728 Millionen Lichtjahre von der Milchstraße entfernt.
Das Objekt wurde von Edward Emerson Barnard entdeckt.